# Kebonan (Klakah)
Kebonan is een bestuurslaag in het regentschap Lumajang van de provincie Oost-Java, Indonesië. Kebonan telt 2799 inwoners (volkstelling 2010).